# Lanista annulicornis
Lanista annulicornis är en insektsart som först beskrevs av Walker, F. 1869.  Lanista annulicornis ingår i släktet Lanista och familjen vårtbitare. Inga underarter finns listade i Catalogue of Life.